# Dodge Razor
De Dodge Razor was een conceptauto van DaimlerChrysler die in 2002 op het autosalon van Detroit stond. De auto was gebouwd in partnerschap met scooterfabrikant Razor, vanwaar de naam. Razor was ook deels verantwoordelijk voor het ontwerp van de auto die vooral een jonger publiek moest aanspreken. Mogelijk komt er ook een productieversie van de Razor die Dodge Scooter zal heten en verder ook verwant is met de Dodge Copperhead-conceptauto.

## Ontwerp
De Dodge Razor was een kleine lichte sportcoupé. Het oranje prototype had een 2,4 liter turbogeladen vier-in-lijnmotor van 250 pk die ook in de Dodge SRT-4 terug te vinden was. Die motor was gekoppeld aan een manuele zesversnellingsbak. De topsnelheid van de auto ligt boven de 225 km/u. Om een eventuele productieversie zo goedkoop mogelijk te houden werden vele bestaande onderdelen van DaimlerChrysler gebruikt. De geschatte richtprijs lag daardoor in 2004 op 14.500 USD.